# Oviri

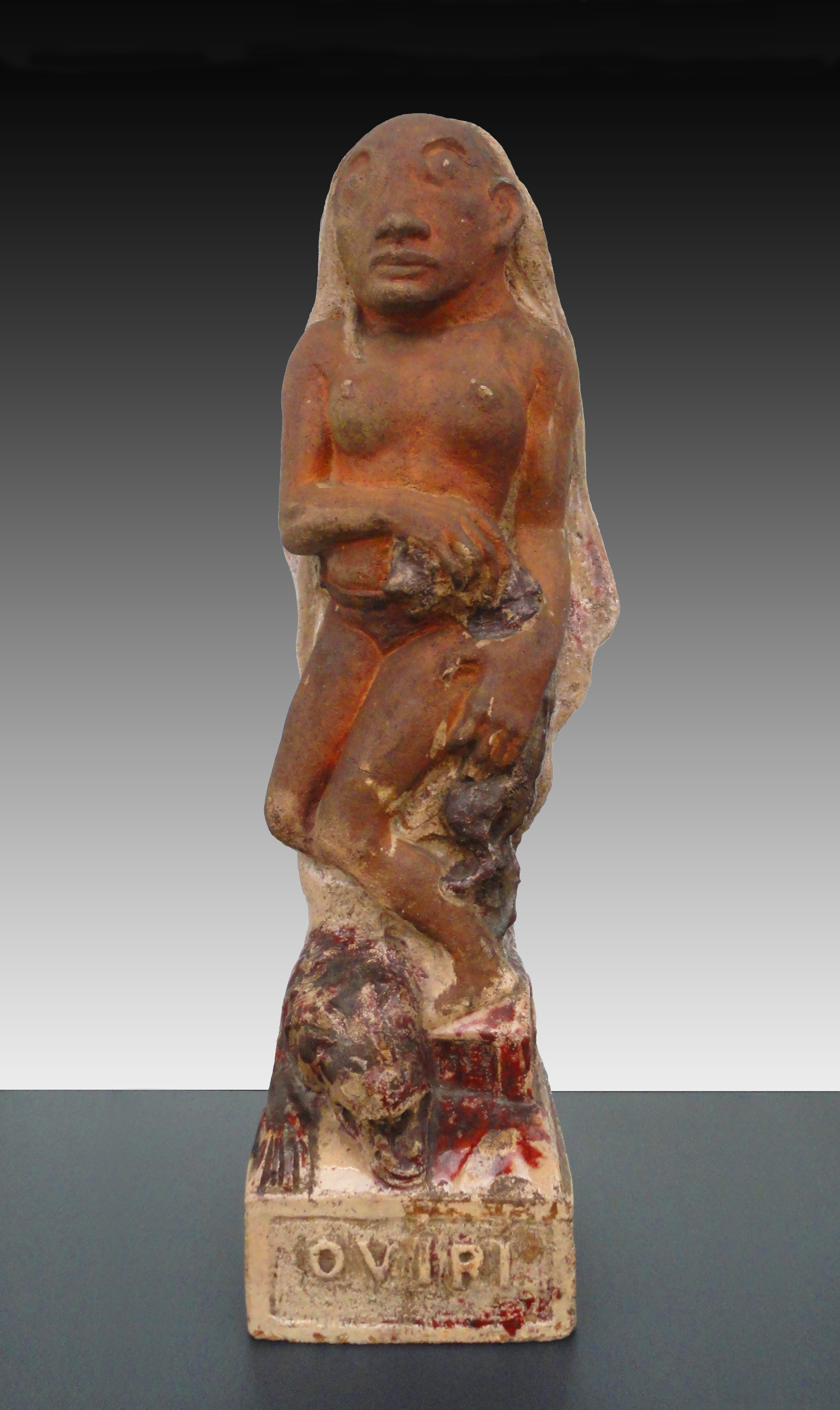
Paul Gauguin, Oviri, 1894, gres parcialment envernissat, 75 x 19 x 27 cm, Museu d'Orsay, París

Oviri (Salvatge en tahitià) és una escultura de ceràmica del 1894 feta per l'artista francès Paul Gauguin i conservada al Museu d'Orsay de París. Mostra una deessa de cabell llarg i ulls grans sostenint un llobató amb les mans i amb un llop als peus. Els historiadors d'art han fet diverses interpretacions de l'obra; normalment presentat com la pròpia imatge de l'artista com a "salvatge civilitzat". A l'època, les divinitats tahitianes només eren un record i Gauguin reinterpreta el passat de l'illa inspirant-se en diverses fonts antigues d'altres cultures orientals.
Gauguin va demanar que l'escultura presidís la seva tomba. Aquesta voluntat no es va acomplir fins a l'any 1973 quan s'hi va col·locar una reproducció. La mateixa figura la va usar en altres obres: oli, xilografia, monotip, dibuix. Oviri va ser exposat en el Salon d'Automne de 1906 i va influir Pablo Picasso que es va inspirar per una de les figures de Les senyoretes del carrer d'Avinyó.

## Context
Gauguin era principalment un pintor, però va explorar altres formes d'art. Va començar a esculpir al voltant del 1886 sota el mestratge de l'escultor i ceramista francès Ernest Chaplet.
Va completar Oviri a l'hivern de 1894, després del seu retorn de Tahití, i el va presentar al saló de la Societat Nacional de Belles Arts de 1895. Hi ha dues versions sobre què va passar: Charles Morice va dir el 1920 que Gauguin fou "literalment expulsat" de l'exposició; Ambroise Vollard va escriure el 1937 que la peça fou admesa després que Chaplet amenacés de retirar les seves pròpies obres com a protesta.
El 1897, Vollard va adreçar una carta a Gauguin sobre la possibilitat de fer les seves escultures en bronze. La resposta de Gauguin centrada en Oviri va ser:
Crec que la meva estàtua gran en ceràmica, la Tueuse ("L'assassina"), és una peça excepcional com cap ceramista ha fet mai fins ara i que, a més a més, quedaria molt bé fosa en bronze (sense retocar i sense pàtina). D'aquesta manera el comprador no només tindria la peça de ceràmica, sinó també una versió de bronze amb la que podria guanyar diners.
L'historiador d'art Christopher Gris esmenta tres versions de guix que podrien estar fetes a partir d'una talla de fusta no documentada i perduda. Una va ser donada a Daniel Monfreid i ara pertany al Museu Departamental Maurice Denis a Saint-Germain-en-Laye. Una altra versió en guix era conservada per Gustave Fayet, després en la col·lecció del seu fill, Léon. La tercera versió va ser conservada per l'artista que va fer les foses. Es van produir diversos bronzes, inclosa la versió col·locada en la tomba de Gauguin a Atuona, feta per la Fundació Singer-Poligna i col·locada el 29 de març de 1973.

## Descripció

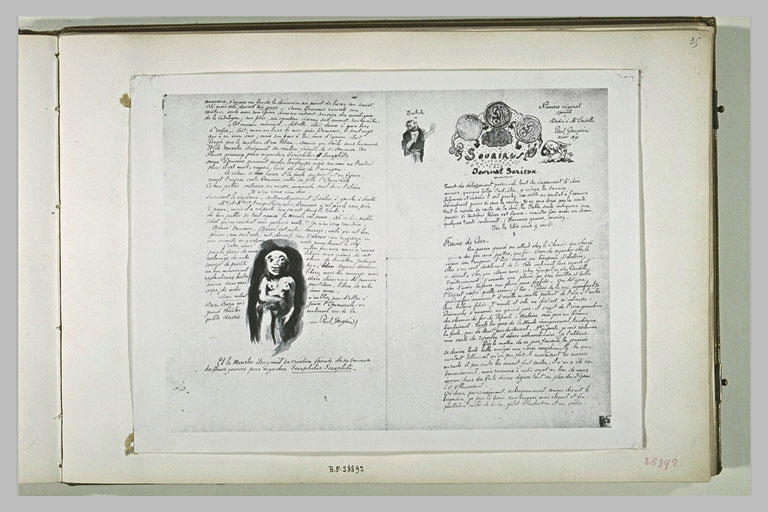
Primer número de Le Sourire, 1899, Louvre, Gabinet des dessins

Oviri té el cabell llarg, ros o gris, que li arriba als genolls. El cap i els ulls són desproporcionadament grans, té uns pits adolescents i una obertura darrere del cap que sembla un orifici vaginal. Sosté a l'alçada del maluc un llobató, símbol de la seva indiferència i poder salvatge. No queda clara la intenció de l'estranya postura amb el llobató. Un segon animal, probablement un altre llop, és als seus peus prostrat en submissió o mort. Historiadors d'art com Demanda Taylor suggereixen que el segon animal pot representar Gauguin mateix.
L'associació entre dona i llop procedeix d'un comentari d'Edgar Degas fet en defensa de l'obra de Gauguin després de la mala rebuda en l'exposició de la seva obra a Durand-Ruel el 1893. Degas va citar la faula El gos i el llop de La Fontaine, que normalment implica que la llibertat no hauria de ser intercanviada per comoditat o benefici financer: "vegeu, Gauguin és el llop." En Oviri, el llop madur, l'europeu Gauguin, pereix mentre que el llobató, el Gauguin de Tahití, sobreviu.

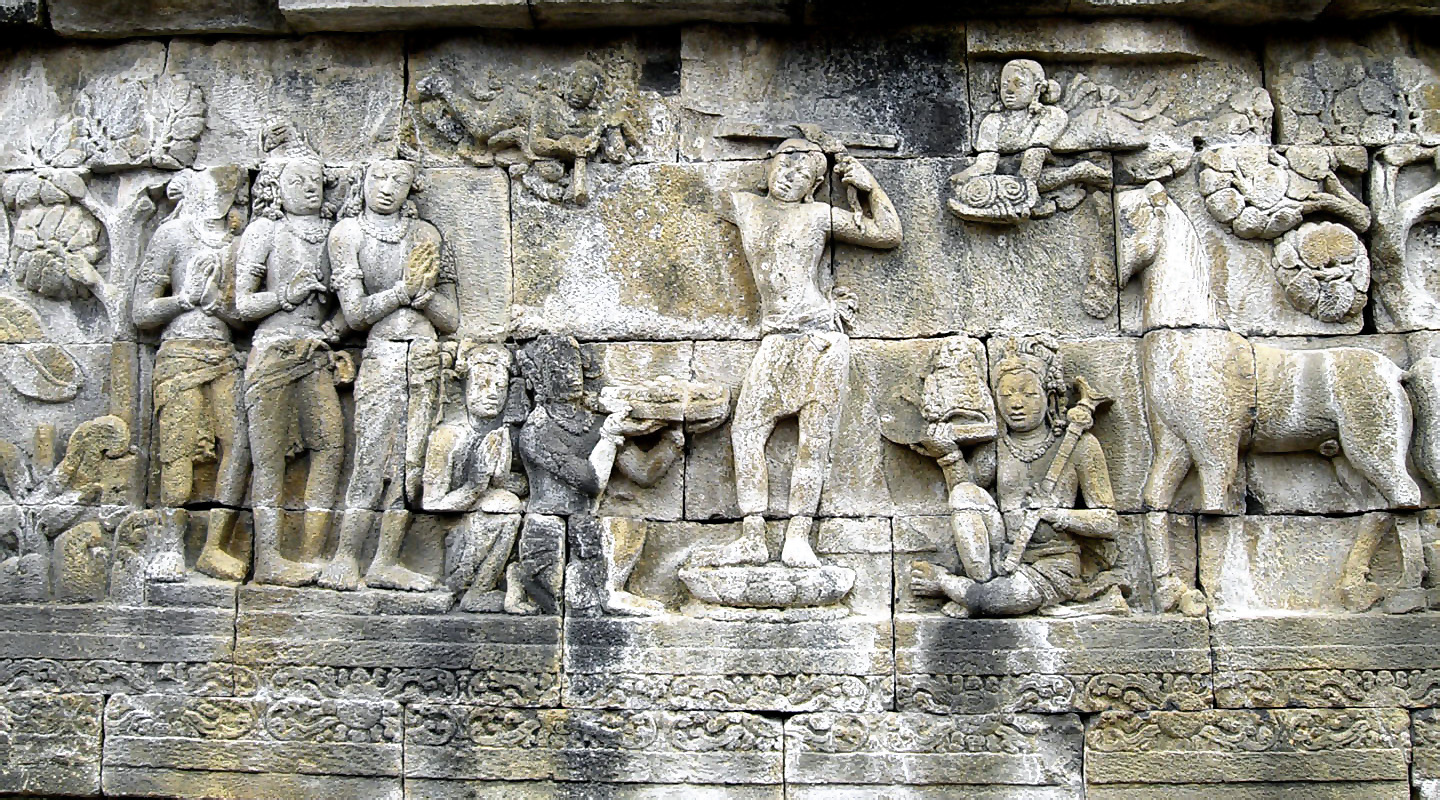
Siddharta Gautama, fris del, Borobudur

Els mites tahitians en gran part havien desaparegut en temps de Gauguin així com la majoria d'artefactes associats a l'antiga cultura. Gauguin va basar les seves pròpies històries en altres fonts sense tenir-ne gaire coneixement. La seva representació d'Oviri és en gran part fruit de la seva imaginació, basat en el que anomena el seu "petit món d'amics" i en les reproduccions que se'n va dur a Tahití en la seva primera estada. Entre elles tenia una xilografia de La mort d'Odilon Redon i diverses fotografies d'un fris de Borobudur (Java) i un fresc egipci d'una tomba de la 18a dinastia a Tebes. Altres fonts han suggerit també un relleu assiri de Guilgameix agafant fortament un cadell de lleó, actualment al Museu del Louvre, i una figura de terracota Majapahit del Museu Djakarta.
El cap d'Oviri sembla basat en cranis momificats de capitosts de les Illes Marqueses. Tradicionalment tenien incrustades perles en les cavitats oculars i estaven arranjats com a divinitats. Els elements del cos poden provenir d'imatges de fecunditat de Borobudur. La mateixa figura evoca tant la vida com la mort. En una carta de Morice a Mallarmé, intentant promocionar una subscripció popular per adquirir l'obra, titula l'escultura com Diane Chasseresse ("Diana la Caçadora"), una al·lusió a Diana, deessa grega de la caça, la lluna i la fecunditat. Va usar la mateixa referència en els seus poemes sobre Oviri. Barbara Landy interpreta el tema de la vida i la mort com a indici de la necessitat de Gauguin d'abandonar el seu ego civilitzat per un retorn a l'estat natural del salvatge primitiu.

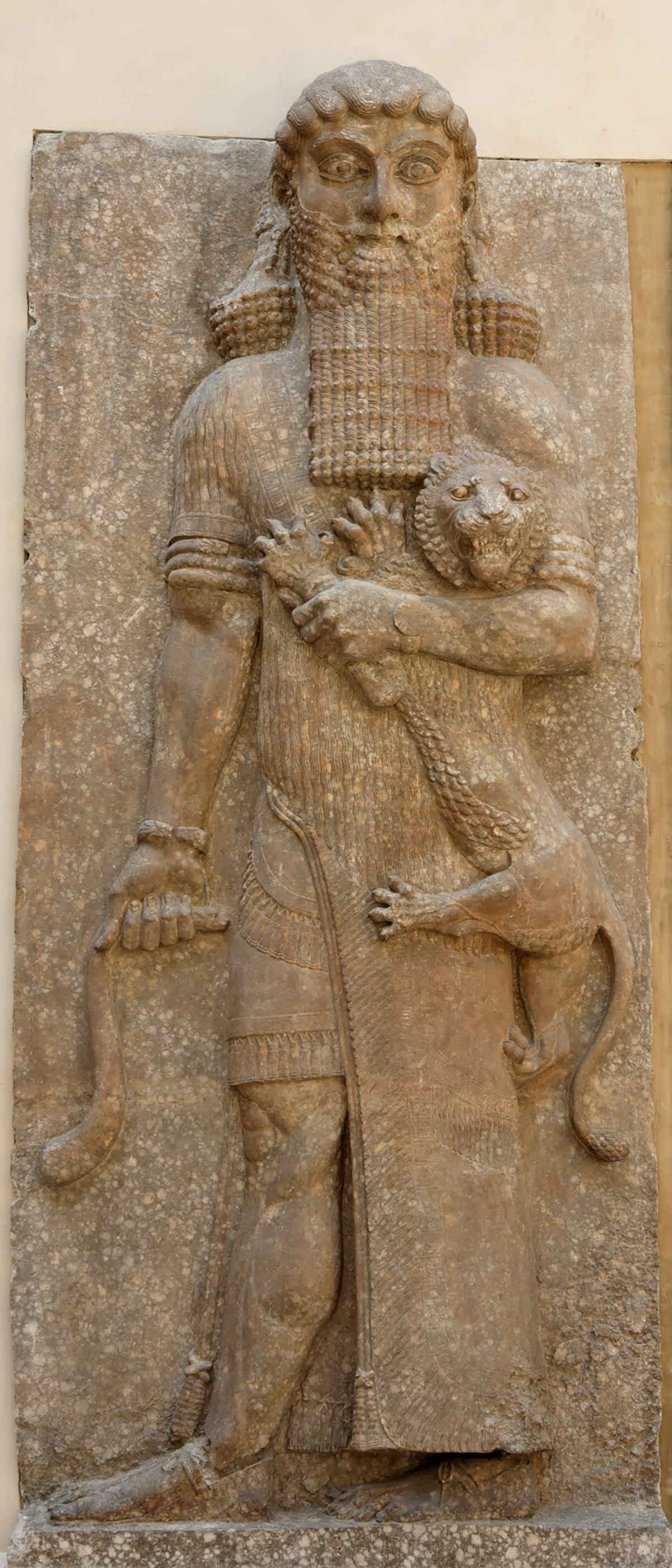
Relleu en la sala del tron de Sargon II (Dur Xarrukin, 713–706 aC), mostrant un heroi assiri que agafa un lleó i una serp
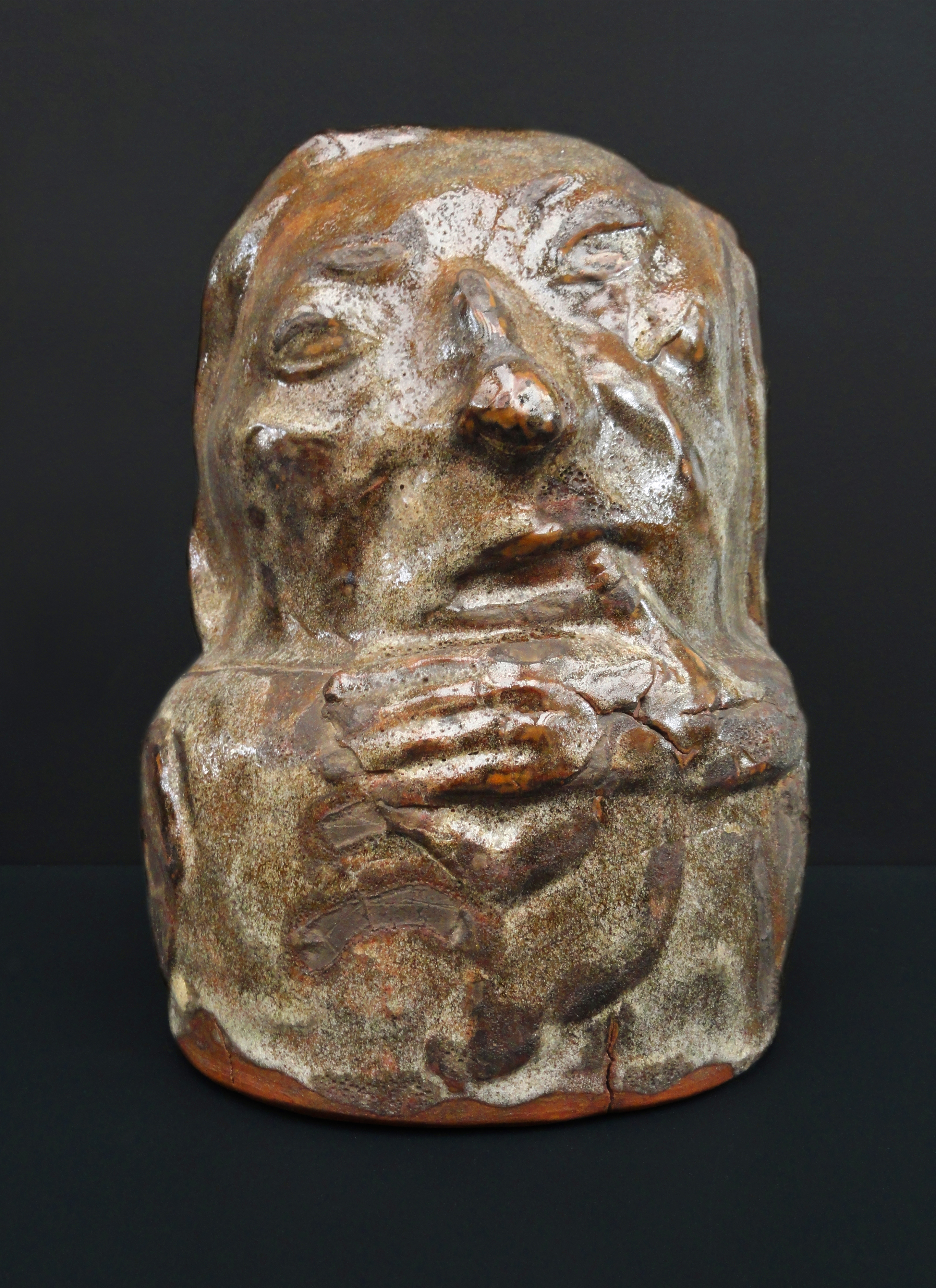
Pot antropomorf, 1889, Museu d'Orsay
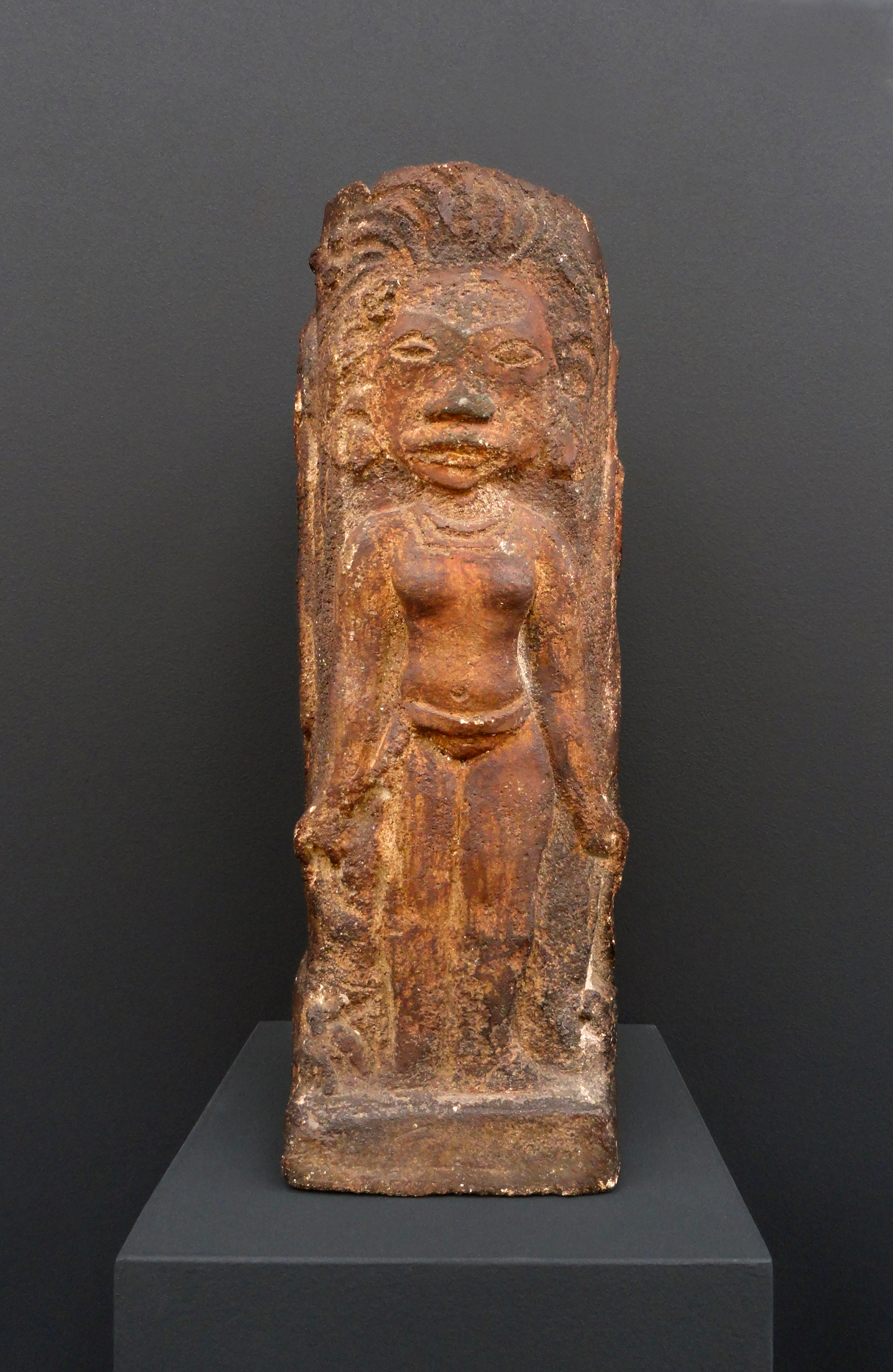
Objet décoratif carré avec dieux tahitiens, 1893-1895, terracota, Museu d'Orsay
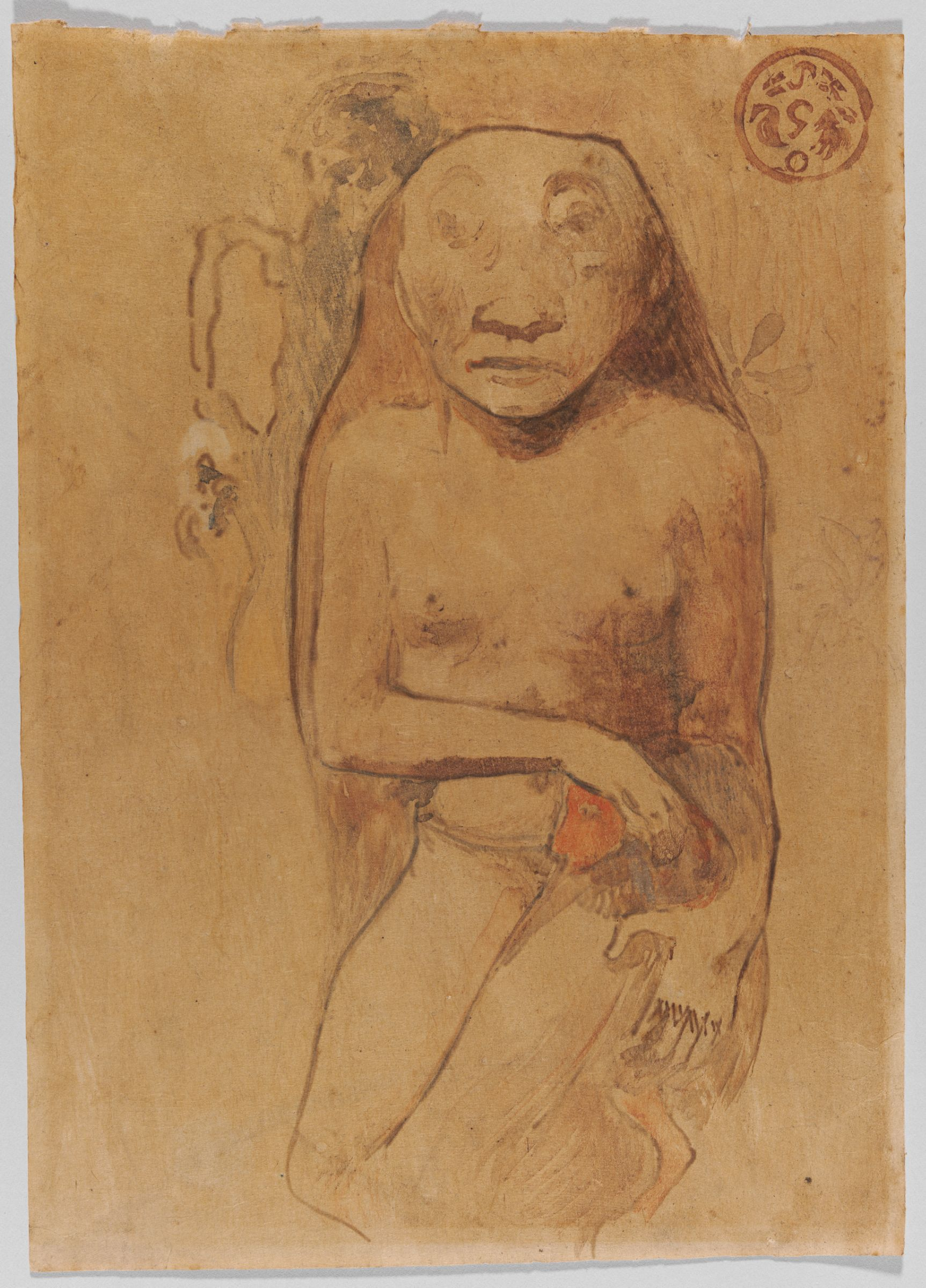
Oviri, 1894, monotip a l'aquarel·la, Museu Fogg, Boston

Gauguin va utilitzar la figura d'Oviri en diverses obres, com a mínim un dibuix, dos monotips amb transferència a aquarel·la i dues xilografies. És possible que les xilografies fossin creades a Pont-Aven l'estiu de 1894; abans que la ceràmica. La darrera obra és probablement el dibuix en el primer número de Le Sourire, periòdic que Gauguin va publicar a Papeete entre l'agost de 1899 i l'abril de 1900. El dibuix va acompanyat de la llegenda "Et le monstre, entraînant sa créature, féconde de sa semence des flancs généreux pour engendrer Séraphitus-Séraphita" (I el monstre, portant la seva criatura, fecunda de la seva llavor els flancs generosos per a engendrar Séraphitus-Séraphita). El doble nom de Serafita és una al·lusió a la novel·la Séraphîta d'Honoré de Balzac que presenta un heroi androgin. El dibuix és clarament androgin.

## Interpretació
Els historiadors d'art han fet diverses interpretacions de la figura que es presta a múltiples lectures tal com és habitual en l'ambigüitat de Gauguin. La interpretació immediata evoca la llegenda i els temes tahitians sobre la mort i la superstició. Reflecteix la visió de l'artista de la sexualitat femenina; un motiu comú en l'art del segle xix era la connexió del cabell llarg i salvatge amb la feminitat malvada. Gauguin va esplaiar-se amb el significat del títol "salvatge", que implica una deïtat brutal i sanguinària, per referir-se tant a ell mateix com a la deessa.

### Deïtat tahitiana
La figura de Gauguin sembla evocar la deessa polinèsia Hina, descrita per Morice com una mena de Diana sostenint un llobató, "monstruosa i majestàtica, plena d'orgull, ràbia i dolor". El mateix any 1894, Gauguin va titular un autoretrat en guix com Oviri. L'original s'ha perdut però es conserven algunes foses en bronze. Merete Bodelsen diu: "Gauguin de vegades també es refereix a ell mateix com Oviri, el salvatge ..." En una pintura a l'oli del 1892, E haere oe i hia (On vas?) apareix per primer cop una dona agafant de forma estranya un llobató. Aquesta figura andrògina i escultural és un precedent d'Oviri.

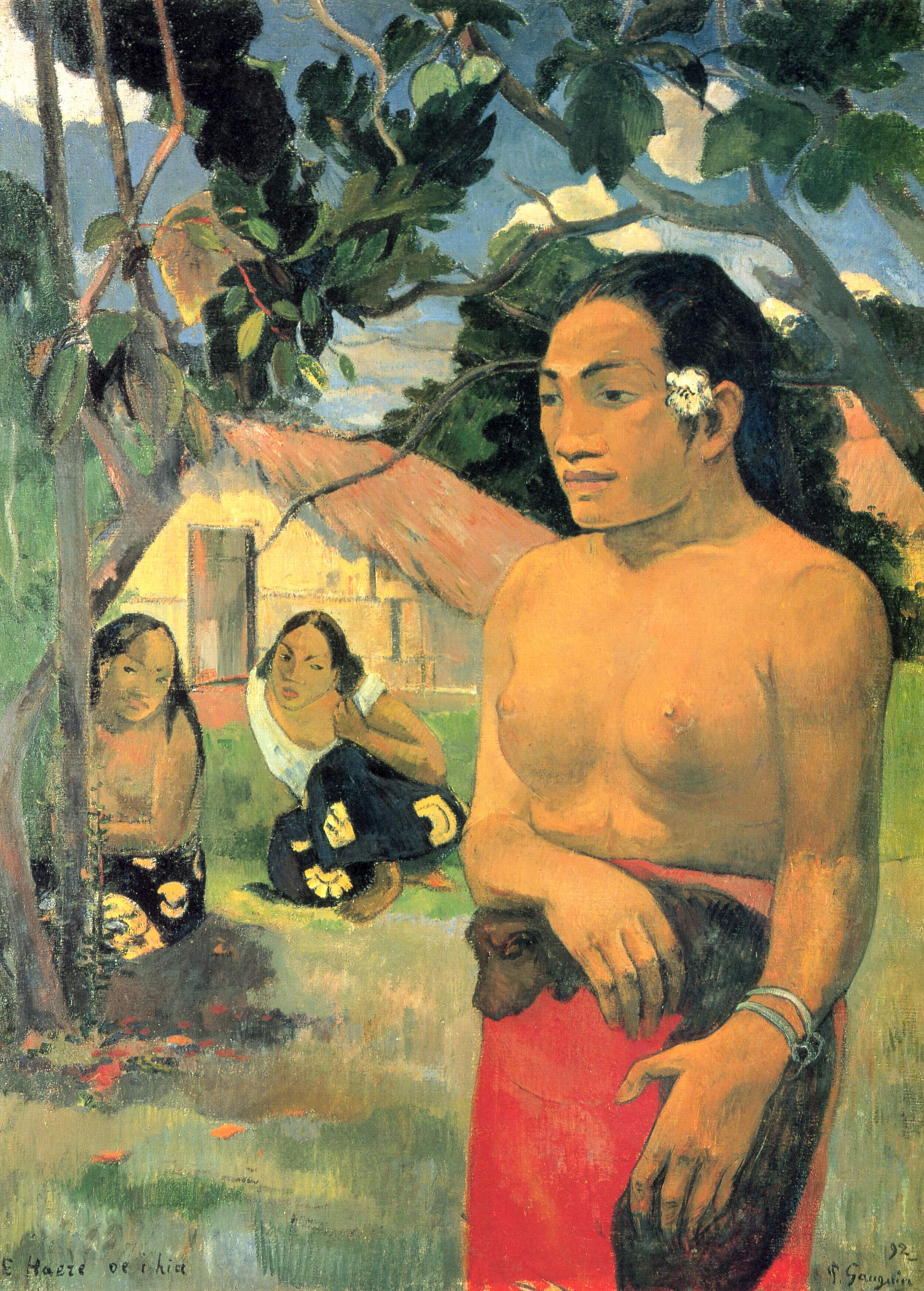
E haere oe i hia (On vas?), 1892
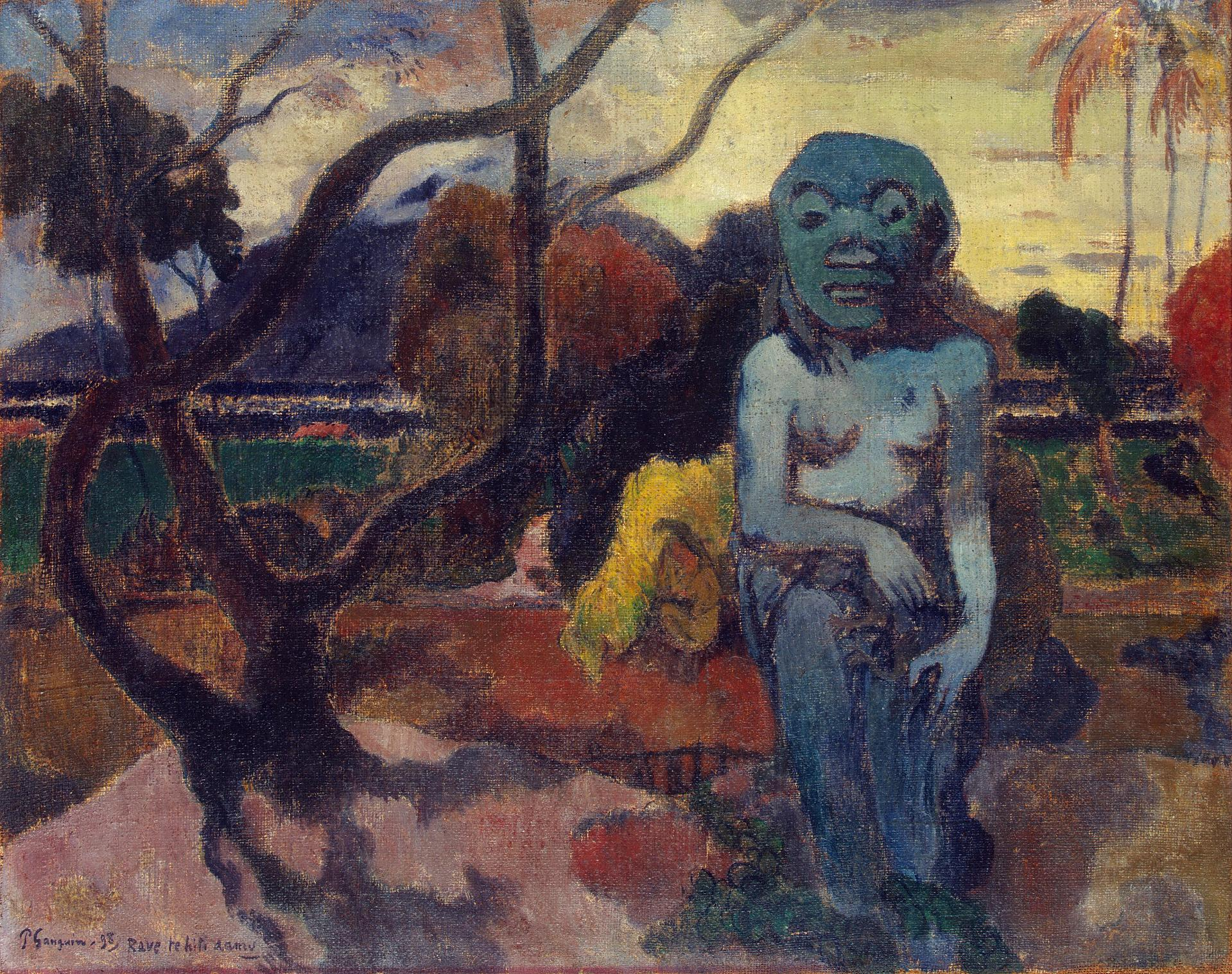
Rave te iti aamu (L'ídol), 1898

Oviri era el títol d'una famosa cançó tahitiana, una melodia malenconiosa d'amor i desig que esmenta "un cor salvatge i inquiet". Explica l'amor mutu entre dues dones que creix silenciós i distant. Gauguin va traduir els versos en el seu relat romàntic Noa Noa.

### Autoreferent

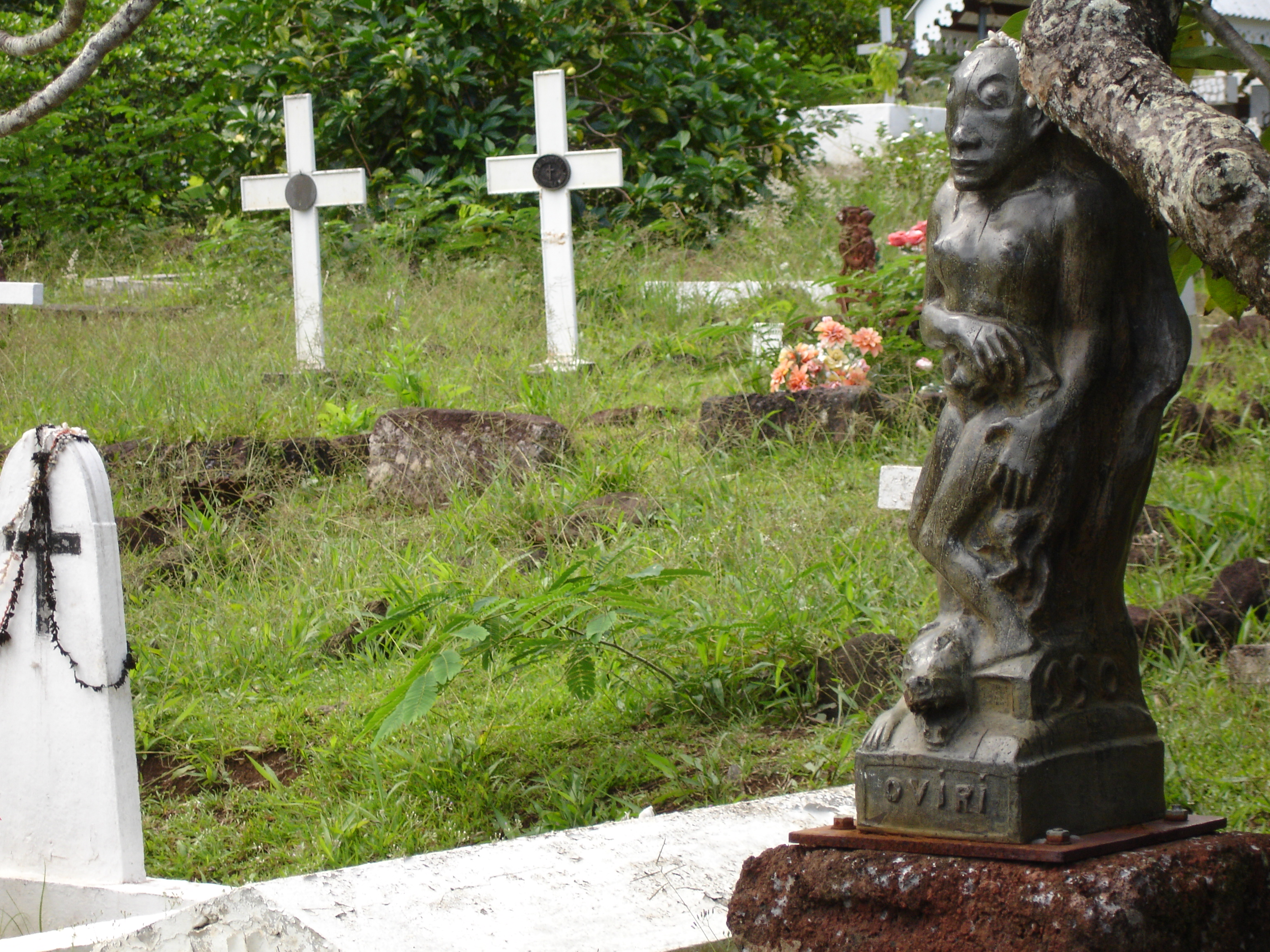
Oviri en la tomba de Gauguin, Atuona, Hiva Oa

Gauguin va demanar que es col·loqués Oviri en la seva tomba, cosa que sembla indicar que veia la figura com el seu àlter ego i l'animal com un símbol de sexualitat perillosa. Diverses fonts indiquen que Gauguin patia aleshores de sífilis. L'orifici de l'escultura suggereix un pars pro toto de la dona que el va infectar.
L'antropòleg Paul van der Grijp creu que Oviri va ser concebut com un epítet per reforçar la imatge de Gauguin com a "salvatge civilitzat". L'artista va escriure en la seva darrera carta a Morice: "Tu estàs equivocat quan dius que jo m'equivoco per dir que sóc un salvatge. És cert del tot: sóc un salvatge. I la gent civilitzada ho nota. En la meva obra no hi ha res que pugui sorprendre o desconcertar, excepte el fet que sóc un salvatge malgrat jo mateix. És per això també que la meva obra és inimitable."

## Recepció i influència
A banda de l'exposició al Salon de la Nationale, abans de tornar a Tahití Gauguin va arribar a un acord amb Lévy, propietari d'un cafè al carrer Saint-Lazare, per encarregar-se de la seva venda. No es va vendre i Charles Morice no va aconseguir adquirir-la per subscripció popular. Gauguin va proposar que possiblement l'únic interessat seria Gustave Fayet, que finalment ho va comprar per 1.500 francs, però l'any 1905 quan Gauguin ja era mort.
Gauguin va ser celebrat per l'avantguarda parisenca després de les exposicions retrospectives pòstumes al Salon d'Automne de 1903 i 1906. Picasso es va convertir en un dels admiradors de Gauguin, després de fer amistat amb Paco Durrio, alhora amic de Gauguin, que conservava diverses obres de l'artista.
Els historiadors d'art David Sweetman i John Richardson apunten Oviri com a influència cabdal: "L'estàtua Oviri de Gauguin, exposada de forma prominent el 1906, va estimular l'interès de Picasso tant per l'escultura com la ceràmica, mentre que les xilografies van reforçar el seu interès per l'estampació, encara que fou l'element primitiu de tot plegat el que més va condicionar la direcció que prendria l'art de Picasso. Aquest interès culminaria en Les senyoretes del carrer Avinyó."
L'any 2006, una versió en bronze d'Oviri es va vendre a Christie's de Nova York per 251.200 dòlars.